# Meggendorfer-Blätter
Meggendorfer-Blätter war der Name einer deutschen illustrierten Satirezeitschrift. Als Unterhaltungsblatt enthielt es neben illustrierten Witzen, kleinen Geschichten und Gedichten auch Karikaturen und vor allem Bildergeschichten.

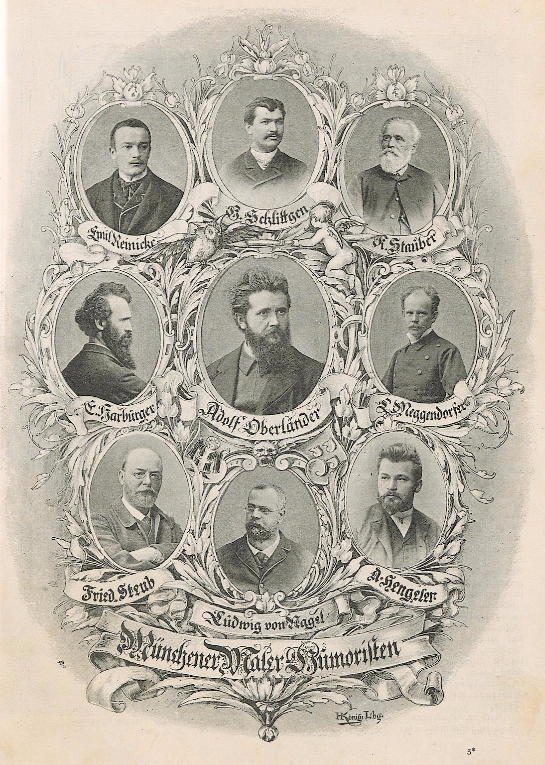
Die Münchner Maler-Humoristen mit Lothar Meggendorfer, 1890

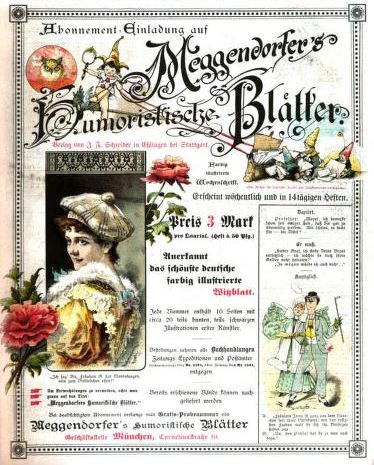
Werbeanzeige für Meggendorfer's Humoristische Blätter

Die Meggendorfer-Blätter erschienen mit wechselnden Titeln von 1889 bis 1928. Der Münchener Illustrator Lothar Meggendorfer (1847–1925) veröffentlichte im Jahr 1889 erstmals die „humoristischen Monatshefte“ (Untertitel) „Aus Lothar Meggendorfers lustiger Bildermappe“ im Schreiber-Verlag Eßlingen am Neckar (ab 1895 auch: München). Mit dem zweiten Jahrgang wurde die Zeitschrift umbenannt in „Humoristische Monatshefte: aus L Meggendorfer's lustiger Bildermappe“. Von 1893 bis 1896 hieß sie „Lothar Meggendorfers humoristische Blätter“, von 1897 bis 1902 „Meggendorfers humoristische Blätter. Zeitschrift für Humor und Kunst“, von 1903 bis 1928 „Meggendorfer-Blätter. Farbig illustrierte Wochenschrift für Humor und Kunst“. Sie ging in der im selben Verlag erscheinenden thematisch verwandten Zeitschrift Fliegende Blätter auf. Die Zeitschrift Der Guckkasten. Illustrierte Zeitschrift für Humor und Kunst war ihrerseits in den „Meggendorfer-Blättern“ aufgegangen.
Meggendorfer, der auch für die „Fliegenden Blätter“ arbeitete, führte das Blatt bis 1905. Weitere namhafte Zeichner waren Otto Bromberger (1862–1943), Lyonel Feininger (1871–1956), Josef Mukarovsky (1851–1921), Karl Staudinger (1874–1962), Gustav Traub (1885–1955), Victor Schramm (1865–1929), Paul Otto Engelhard (1872–1924), Karl Elleder (1860–1941), August Futterer (1865–1927), Brynolf Wennerberg (1866–1950) und Franziska Schlopsnies (1884–1944).
Nach Meggendorfers Rückzug übernahm Karl Pommerhanz (1857–1940) die Bildergeschichten und Josef Mauder (1884–1969) die Schriftleitung.

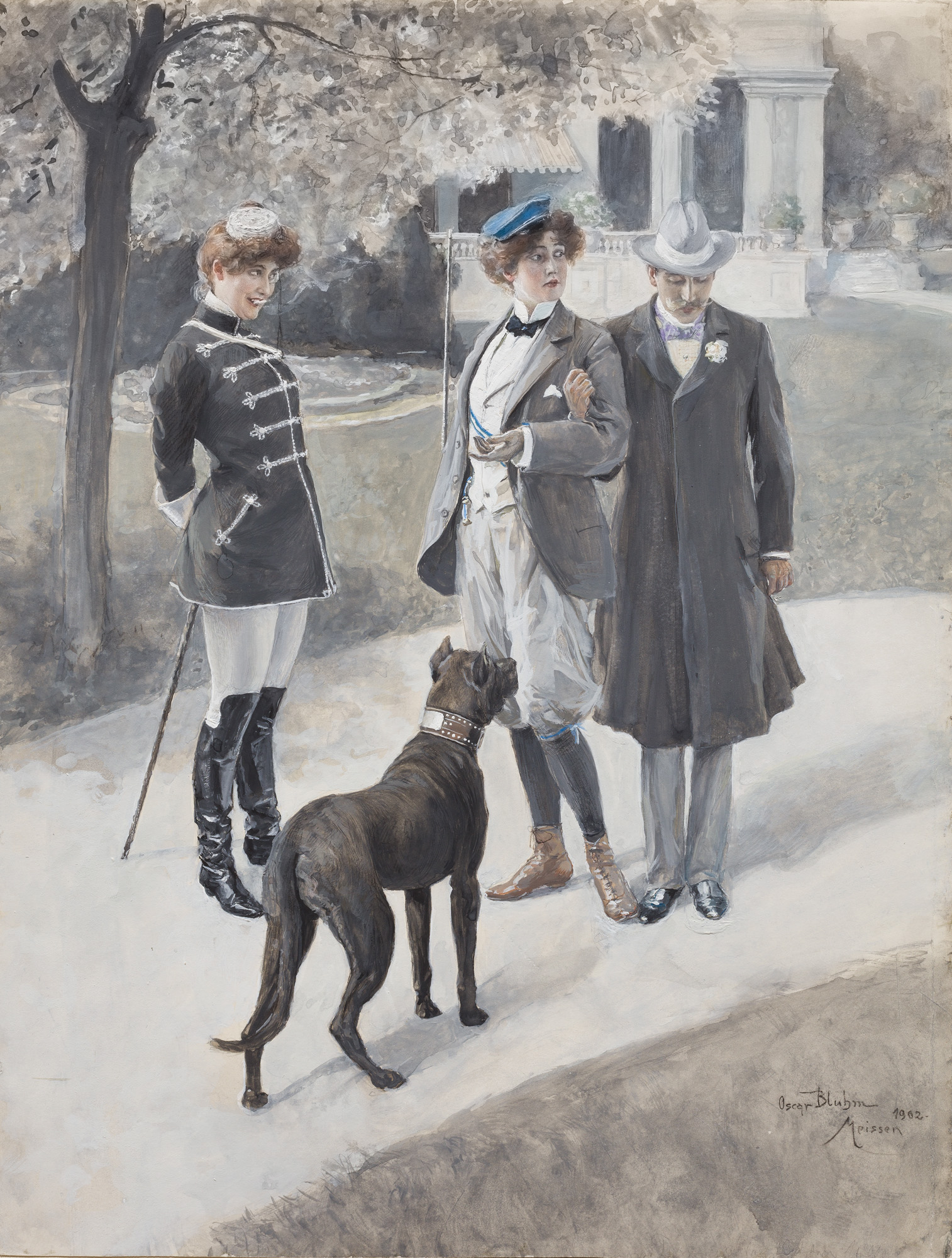
Anno 1950. Braut und Bräutigam Entwurfszeichnung von Oskar Bluhm (1902)
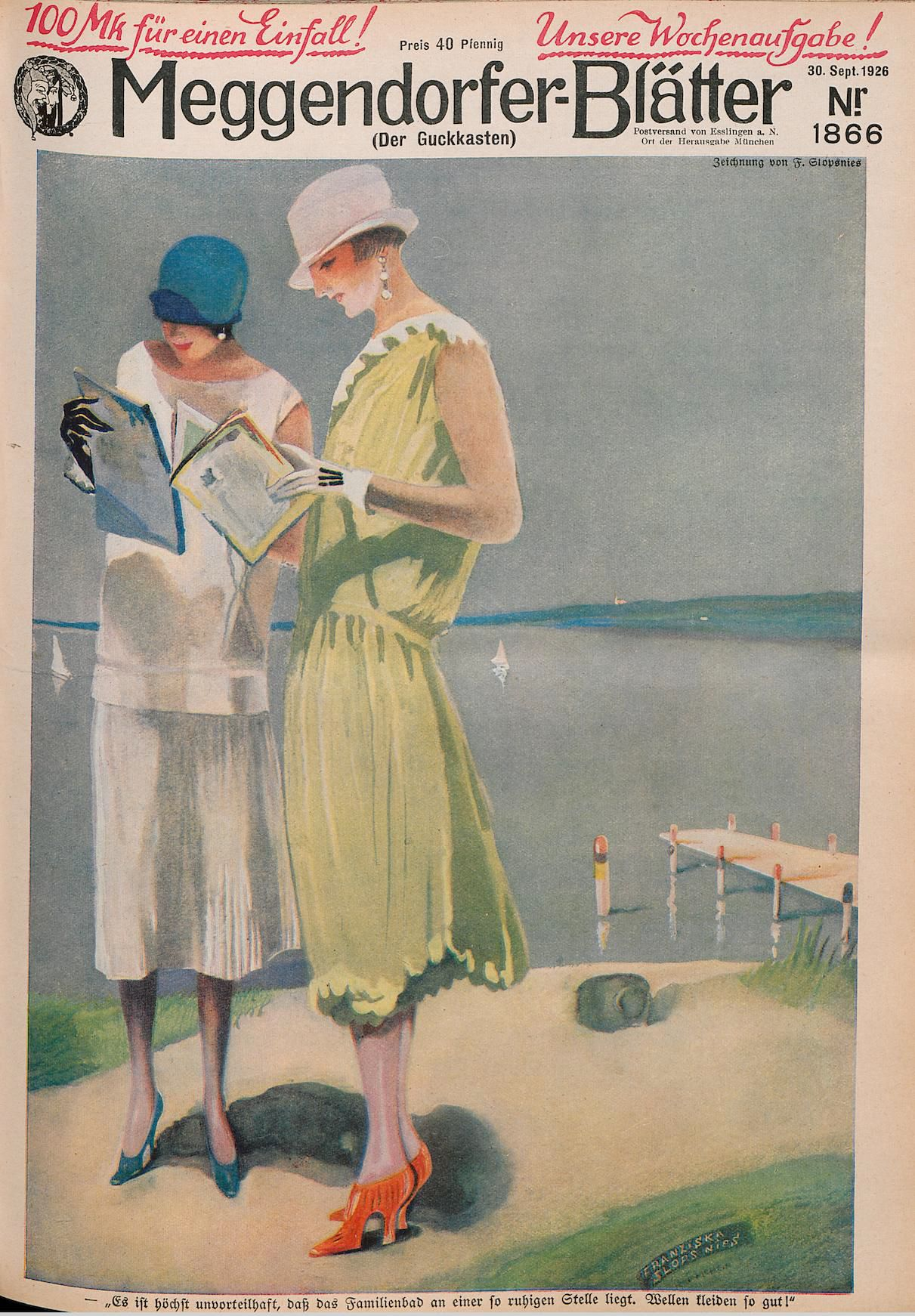
Titelblatt der Meggendorfer Blatter Nr. 1866 (1926), Illustration von Franziska Schlopsnies
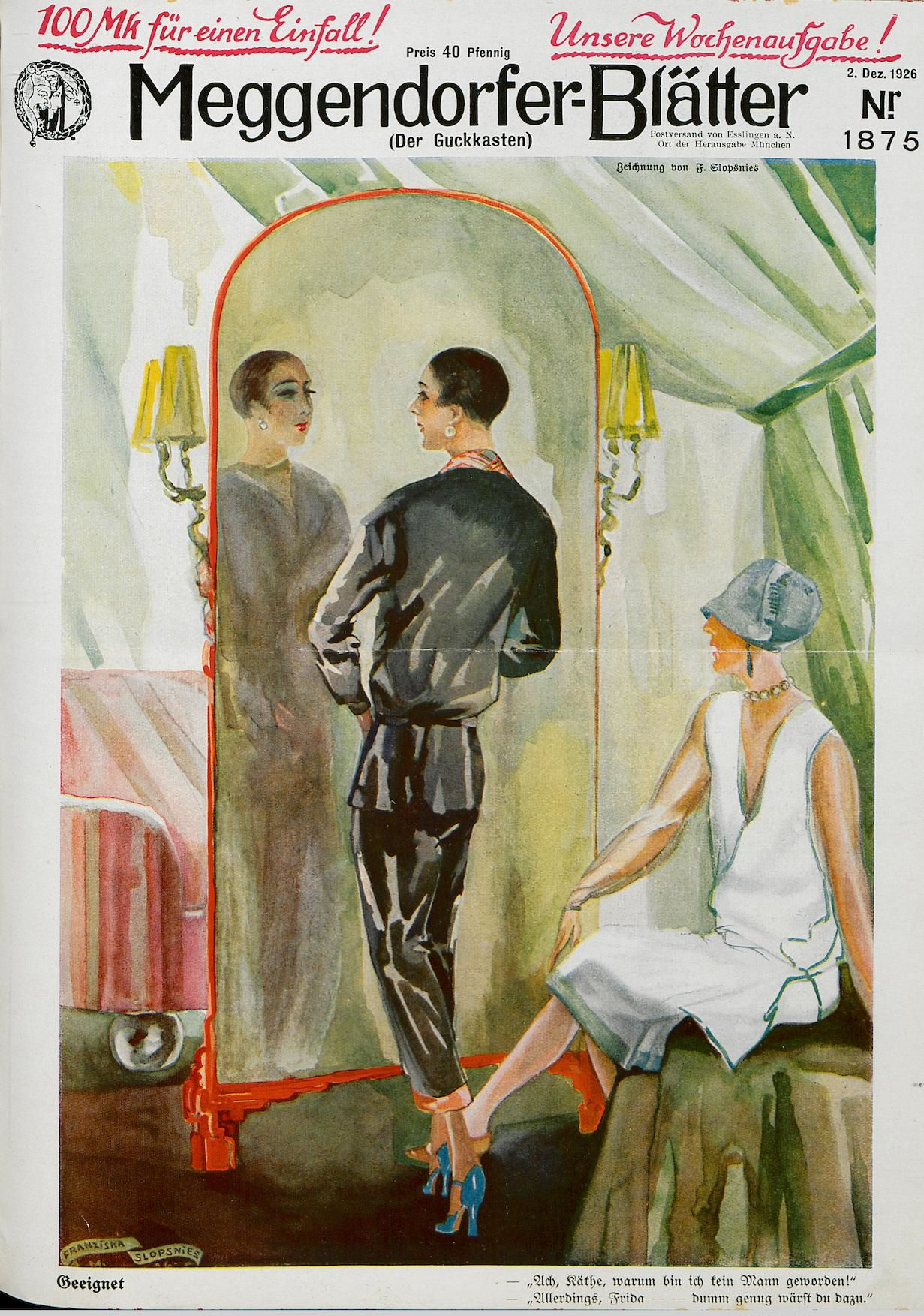
Titelblatt der Meggendorfer Blätter Nr. 1875 (1926)
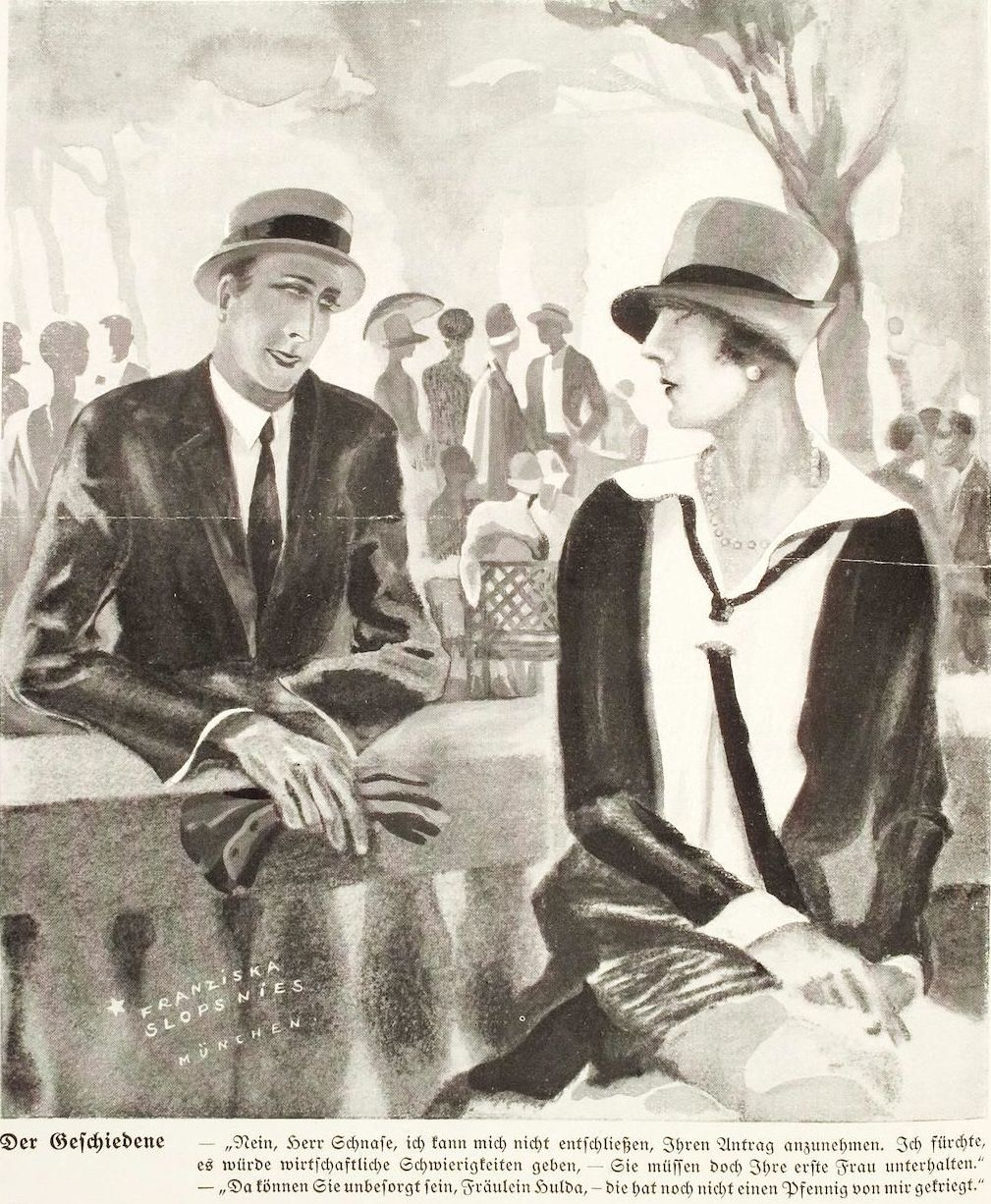
Der Geschiedene, Zeichnung von Franziska Schlopsnies aus dem Heft 1890 (1927)